# Castellonet de la Conquesta (kommun)
Castellonet de la Conquesta är en kommun i Spanien.   Den ligger i provinsen Província de València och regionen Valencia, i den östra delen av landet, 300 km sydost om huvudstaden Madrid. Antalet invånare är 169. Arean är 5,4 kvadratkilometer. Castellonet de la Conquesta gränsar till Almiserà, Alfauir, Ador, Villalonga och Llocnou de Sant Jeroni. 
Terrängen i Castellonet de la Conquesta är kuperad söderut, men norrut är den platt.